# Teichochilina
Teichochilina is een geslacht van uitgestorven kreeftachtigen uit de klasse van de Ostracoda (mosselkreeftjes).

## Soort
- Teichochilina jonesi (Wetherby, 1881) Swartz, 1949 †